# Моссе, Оливье
Оливье Моссе (фр. Olivier Mosset; род. 5 ноября 1944, Берн) — современный швейцарский художник-абстракционист, автор монохромных и геометрических полотен. Один из основателей арт-группы БМПТ.

## Биография
Моссе родился в семье инженера-химика. Детство и юность его прошли во франкоязычном Невшателе. В 1965 году Моссе приезжает в Париж, где знакомится с художниками Ниле Торони, Даниелем Бюреном и Мишелем Парментье, и пробует также и себя в таком направлении современного искусства, как минимализм. Вместе с ними он организует творческую группу BMPT (по инициалам фамилий художников). Главным творческим оппонентом группы была консервативная Новая школа Парижа (Nouvelle École de Paris). В 1967 году Моссе знакомится в Нью-Йорке с Энди Уорхолом и открывает для себя мастерство Роберта Римана. В 1968 году Моссе вступает в авангардистскую группу Да здравствует Революция («Vive la Révolution»). В том же году состоялась его первая персональная выставка в парижской галерее Galerie Rive Droite.
Начиная с 1977 года художник живёт и работает в Нью-Йорке. В США он принимает участие в выставке Радикальная живопись (Radical Painting) — в музее искусств колледжа Уильямс в Уильямстауне (Массачусетс). В 1985 году в швейцарских художественных музеях Ла-Шо-де-Фона и Арау впервые выставляются геометрические полотна Моссе. В 1990 году он представляет Швейцарию на венецианском Биеннале, в 1991 участвует в выставке Extra Muros — Schweizer Gegenwartskunst, приуроченной к 700-летию Швейцарской Конфедерации. В 1995—1996 годах Моссе — доцент Школы визуального искусства (École supérieure d’art visuel à Genève) в Женеве.
В 1996 году художник женится на американке Элизабет Черри и вместе с ней переезжает из Нью-Йорка в Тусон, в Аризоне, где и в настоящее время живёт и работает. Супруга Моссе в последние годы возглавляет тусонский Музей современного искусства (Museum of Contemporary Art). Выставки произведений Моссе проходили в 1990-х — 2000-х годах в музеях и галереях Нью-Йорка, Парижа, Кёльна, Лозанны, Тусона, Женевы и др.